# Spoorlijn Wiesbaden - Aschaffenburg
De spoorlijn Wiesbaden - Aschaffenburg ook wel Rhein-Main-Bahn of Ludwigsbahn genoemd naar de Großherzog Ludwig III. van Hessen-Darmstadt is een Duitse spoorlijn als lijn 3530 onder beheer van DB Netze.

## Geschiedenis
Het traject werd door de Hessische Ludwigs-Eisenbahn-Gesellschaft in 1856 geopend.
De treindienst op de Rhein-Main-Bahn tussen Gustavsburg en Darmstadt werd op 1 augustus 1858 voor goederenvervoer geopend.

### Overname
Op 1 april 1897 werd ook de Hessische Ludwigs-Eisenbahn-Gesellschaft genationaliseerd en de bedrijfsvoering ondergebracht bij de Preußischen Staatseisenbahnen.
De Preußischen Staatseisenbahnen ging op 1 april 1920 over in de "Länderbahnen" van de Deutsche Reichsbahn (DRG).

## Treindiensten

### Deutsche Bahn
De Deutsche Bahn verzorgt het personenvervoer op dit traject met RE- / RB-treinen.

### S-Bahn
De S-Bahn, meestal de afkorting voor Stadtschnellbahn, soms ook voor Schnellbahn, is een in Duitsland ontstaan (elektrisch) treinconcept, welke het midden houdt tussen de Regionalbahn en de Stadtbahn. De S-Bahn maakt meestal gebruik van de normale spoorwegen om grote steden te verbinden met andere grote steden of forensengemeenten. De treinen rijden volgens een vaste dienstregeling met een redelijk hoge frequentie.

#### S-Bahn Rhein-Main
De treinen van de S-Bahn Rhein-Main tussen Wiesbaden en Mainz-Bischofsheim maken gebruik van dit traject.
- S8 Wiesbaden ↔ Hanau: Rhein-Main-Bahn - Mainbahn - Flughafen-S-Bahn - Citytunnel - Kinzigtalbahn

De treinen van de S-Bahn Rhein-Main geven in Darmstadt aansluiting op de volgende lijnen:
- S3 Bad Soden ↔ Darmstadt: Limesbahn - Kronberger Bahn - Homburger Bahn - Citytunnel - Main-Neckar-Bahn
- S4 Kronberg ↔ Langen (↔ Darmstadt): Kronberger Bahn - Homburger Bahn - Citytunnel - Main-Neckar-Bahn

## Aansluitingen
In de volgende plaatsen was of is er een aansluiting van de volgende spoorwegmaatschappijen:

### Wiesbaden
- Rechte Rheinstrecke spoorlijn tussen Köln en Wiesbaden
- Taunus-Eisenbahn spoorlijn tussen Frankfurt en Wiesbaden
- Ländchesbahn spoorlijn tussen Wiesbaden en Niedernhausen (Taunus)
- Aartalbahn spoorlijn tussen Wiesbaden en Diez
- HSL spoorlijn tussen Köln en Frankfurt/Wiesbaden

### Mainz
- DB 3510 spoorlijn tussen Bingen en Mainz
- Rechte Rheinstrecke aansluiting naar spoorlijn tussen Köln en Wiesbaden
- Mainbahn spoorlijn tussen Mainz en Frankfurt
- Mainz - Ludwigshafen spoorlijn tussen Mainz en Ludwigshafen
- Alzey - Mainz spoorlijn tussen Alzey en Mainz
- Stadtwerke Mainz stadstram in Mainz
  - MVG stadstram in Mainz

### Darmstadt
- Main-Neckar-Bahn spoorlijn tussen Frankfurt am Main en Heidelberg
- Riedbahn spoorlijn tussen Mannheim / Worms en Frankfurt am Main, vroeger ook naar Darmstadt
- Odenwaldbahn spoorlijn tussen Darmstadt en Wiebelsbach
- Eisenbahnmuseum Darmstadt-Kranichstein spoorwegmuseum Darmstadt-Kranichstein
- Straßenbahn Darmstadt HEAG mobilo stadstram Darmstadt

### Babenhausen (Hess)
- Odenwaldbahn spoorlijn tussen Hanau en Eberbach

### Aschaffenburg
- Main-Spessart-Bahn spoorlijn van Würzburg over Gemünden (Main) en Aschaffenburg naar Hanau
- Maintalbahn spoorlijn tussen Aschaffenburg en Wertheim
- Aschaffenburg - Höchst spoorlijn tussen Aschaffenburg en Höchst (Odenwald)

## Elektrische tractie
Het traject werd in 1960 geëlektrificeerd met een spanning van 15.000 volt 16⅔ Hz wisselstroom.